# جاک رابسون
جاک رابسون (انگلیسی: Jock Robson؛ ۱۵ آوریل ۱۸۹۹ – ۱۹۹۵ (۹۵−۹۶ سال)) بازیکن فوتبال اهل بریتانیا بود.
از باشگاه‌هایی که در آن بازی کرده‌است می‌توان به باشگاه فوتبال ای‌اف‌سی بورنموث و باشگاه فوتبال آرسنال اشاره کرد.